# Diaphorus coaptatus
Diaphorus coaptatus är en tvåvingeart som beskrevs av Octave Parent 1932. Diaphorus coaptatus ingår i släktet Diaphorus och familjen styltflugor. Inga underarter finns listade i Catalogue of Life.